# Бряг Амундсен
Бряг Амундсен (на английски: Amundsen Coast) е част от крайбрежието на Западна Антарктида, в пределите на Земя Едуард VІІ, простиращ се между 84°50’ и 85°30’ ю.ш. и 150° и 168° з.д., явяващ се най-южната брегова линия на Антарктида с дължина около 200 km. Брегът е разположен в най-южната част на Земя Едуард VІІ, в основата на шелфовия ледник Рос, като на изток граничи с Брега Гулд на Земя Едуард VІІ, а на северозапад – с Брега Дуфек на Земя Виктория. Изцяло е покрит с дебела ледена покривка, над която стърчат отделни оголени върхове на планината Куин Мод, която е част от Трансантарктическите планини. Тук се издигат върховете Алис Годе (3425 m), Руд Годе (3640 m), Дон Педро Кристоферсън 3775 m и др. От планината към шелфовия ледник Рос се спускат мощни планински ледници най-големи от които са: Лив (в най-западната част), Строма, Аксел Хайберг, Девилс, Айзац Бауман, Амундсен, Скот (в най-източната част) и др.
Брегът и ледниците спускащи се по него са открити през ноември 1911 г. от експедицията на Роалд Амундсен и неговите спътници по време на походът им за покоряването на Южния полюс, който достигат на 14 декември 1911 г. През 1961 г. Новозеландският Комитет по антарктическите названия в чест на своя откривател и пръв изследовател Роалд Амундсен присвоява названието Бряг Амундсен на този участък от антарктическия бряг.